# ハンガリー自然史博物館

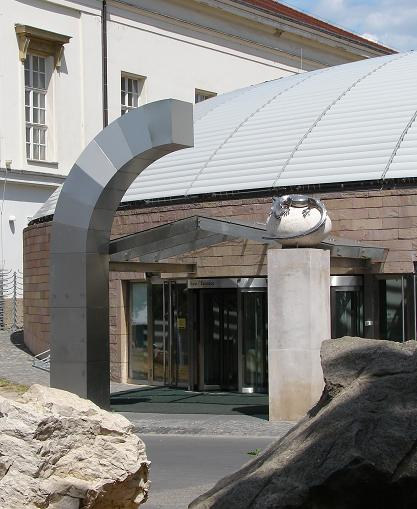
博物館の正面玄関

ハンガリー自然史博物館（ハンガリーしぜんしはくぶつかん、Magyar Természettudományi Múzeum）はハンガリー最大の自然史系博物館。

## 歴史

### 設立
1802年にセーチェーニ・フェレンツ伯爵が文化・科学施設と国民的な図書館の基盤を築くため、個人の蔵書と貨幣コレクションをハンガリーの国民に寄付。この基金でハンガリー国立博物館とセーチェーニ図書館が建設された。
博物館の中、セーチェーニ伯爵の妻のフェシュテティチ・ユーリアの鉱物コレクションは後の自然史部門の基盤となった。
1811年に最初の小生物学的なコレクションがライナー大公から贈られた。同年、ヨルダーン・アンナから最初の動物学的なコレクションも購入した。1818年にヨージェフパラディン伯はキタイベル・パールの植物標本集を購入し、植物部門の基礎を確立。変革時代のハンガリーの愛国的な雰囲気の中で、各種のコレクションは購入や寄付などによって着実に増加していった。ハンガリー革命が発生した1848年には、鉱物・岩石標本は約13,000点、動物標本は約35,000点に達した。
ハンガリー国立博物館の中で、動物学・鉱物学兼古生物学・植物部門は分離して、自然博物館となり、19世紀末までに博物学的な収蔵品の数がほぼ1,000,000点に達した。

## 現在
ハンガリー自然史博物館はハンガリー国立博物館から独立し、新たな展示場が必要であった。また、収蔵品の増加で、倉庫もスペースが足りなくなった。そこで、1994年にハンガリー政府は自然史博物館をルドヴィカ学園に移すように決定した。
現在、鉱物学・岩石学・人類学・地質学・古生物学部門、文庫、動物学部門の鳥類・哺乳類コレクション、分子遺伝学研究所、そしてハンガリー科学アカデミーの動物生態学と古生物学研究チームが同博物館に置かれている。他の収蔵の移動は改築後の予定である。
展示館はもともと、ルドヴィカ学園の屋内乗馬学校であった。その後、1992年まで映画館として機能していた。また、状態が余り良くないルドヴィカ学園の本館はエルテ大学の理学部が利用していた。現在、本館は美しく改築され、南ウィングにはラウル・ワレンバーグ専門・高学校がある。改築された展示館と本館は地下でつなげられた。1996年にハンガリー自然博物館として開館した。

## 機能
自然史博物館の3つの主要な機能
- 収蔵品の保存と増大
- （主に収蔵に関する）科学的研究
- 常設・仮設展覧会により、コレクションと研究結果の紹介

## 構成
- 動物学部門
- 鉱物学・岩石学部門
- 人類学部門
- 地質学・古生物学部門
- 植物学部門
- 文庫

また、博物館には重要な文化部がある。文化部の役目は、展覧会などの計画と実践、入館者向けのインタラクティブなプログラムの計画、そして博物館に関する教育活動の計画などである。